# Cephalotes spinosus
Cephalotes spinosus é uma espécie de inseto do gênero Cephalotes, pertencente à família Formicidae.